# Nuoto ai Giochi della XI Olimpiade
Le gare di nuoto ai Giochi della XI Olimpiade vennero disputate dall'8 al 15 agosto 1936 al Berlin Olympic Swim Stadium. Come a Los Angeles 1932 si disputarono 6 gare maschili e 5 gare femminili.

## Calendario
| Nuoto ai Giochi della XI Olimpiade | Nuoto ai Giochi della XI Olimpiade | Nuoto ai Giochi della XI Olimpiade | Nuoto ai Giochi della XI Olimpiade | Nuoto ai Giochi della XI Olimpiade | Nuoto ai Giochi della XI Olimpiade | Nuoto ai Giochi della XI Olimpiade | Nuoto ai Giochi della XI Olimpiade | Nuoto ai Giochi della XI Olimpiade | Nuoto ai Giochi della XI Olimpiade | Nuoto ai Giochi della XI Olimpiade | Nuoto ai Giochi della XI Olimpiade | Nuoto ai Giochi della XI Olimpiade | Nuoto ai Giochi della XI Olimpiade | Nuoto ai Giochi della XI Olimpiade | Nuoto ai Giochi della XI Olimpiade | Nuoto ai Giochi della XI Olimpiade |
| Eventi / Giorni                    | Agosto 1936                        | Agosto 1936                        | Agosto 1936                        | Agosto 1936                        | Agosto 1936                        | Agosto 1936                        | Agosto 1936                        | Agosto 1936                        | Agosto 1936                        | Agosto 1936                        | Agosto 1936                        | Agosto 1936                        | Agosto 1936                        | Agosto 1936                        | Agosto 1936                        | Agosto 1936                        |
| Eventi / Giorni                    | 1                                  | 2                                  | 3                                  | 4                                  | 5                                  | 6                                  | 7                                  | 8                                  | 9                                  | 10                                 | 11                                 | 12                                 | 13                                 | 14                                 | 15                                 | 16                                 |
| ---------------------------------- | ---------------------------------- | ---------------------------------- | ---------------------------------- | ---------------------------------- | ---------------------------------- | ---------------------------------- | ---------------------------------- | ---------------------------------- | ---------------------------------- | ---------------------------------- | ---------------------------------- | ---------------------------------- | ---------------------------------- | ---------------------------------- | ---------------------------------- | ---------------------------------- |
| Maschile                           |                                    |                                    |                                    |                                    |                                    |                                    |                                    |                                    |                                    |                                    |                                    |                                    |                                    |                                    |                                    |                                    |
| 100 m sl                           |                                    |                                    |                                    |                                    |                                    |                                    |                                    | Batt. e Semif.                     | Finale                             |                                    |                                    |                                    |                                    |                                    |                                    |                                    |
| 400 m sl                           |                                    |                                    |                                    |                                    |                                    |                                    |                                    |                                    |                                    | Batt.                              | Semif.                             | Finale                             |                                    |                                    |                                    |                                    |
| 1500 m sl                          |                                    |                                    |                                    |                                    |                                    |                                    |                                    |                                    |                                    |                                    |                                    |                                    | Batt.                              | Semif.                             | Finale                             |                                    |
| 100 m dorso                        |                                    |                                    |                                    |                                    |                                    |                                    |                                    |                                    |                                    |                                    |                                    | Batt.                              | Semif.                             | Finale                             |                                    |                                    |
| 200 m rana                         |                                    |                                    |                                    |                                    |                                    |                                    |                                    |                                    |                                    |                                    |                                    |                                    | Batt.                              | Semif.                             | Finale                             |                                    |
| 4x200 m sl                         |                                    |                                    |                                    |                                    |                                    |                                    |                                    |                                    |                                    | Batt.                              | Finale                             |                                    |                                    |                                    |                                    |                                    |
| Femminile                          |                                    |                                    |                                    |                                    |                                    |                                    |                                    |                                    |                                    |                                    |                                    |                                    |                                    |                                    |                                    |                                    |
| 100 m sl                           |                                    |                                    |                                    |                                    |                                    |                                    |                                    | Batt.                              | Semif.                             | Finale                             |                                    |                                    |                                    |                                    |                                    |                                    |
| 400 m sl                           |                                    |                                    |                                    |                                    |                                    |                                    |                                    |                                    |                                    |                                    |                                    |                                    | Batt.                              | Semif.                             | Finale                             |                                    |
| 100 m dorso                        |                                    |                                    |                                    |                                    |                                    |                                    |                                    |                                    |                                    |                                    | Batt.                              | Semif.                             | Finale                             |                                    |                                    |                                    |
| 200 m rana                         |                                    |                                    |                                    |                                    |                                    |                                    |                                    | Batt.                              | Semif.                             |                                    | Finale                             |                                    |                                    |                                    |                                    |                                    |
| 4x100 m sl                         |                                    |                                    |                                    |                                    |                                    |                                    |                                    |                                    |                                    |                                    |                                    | Batt.                              |                                    | Finale                             |                                    |                                    |

## Podi

### Maschili
| Evento                           | Oro                                                                | Perform. | Argento                                                        | Perform. | Bronzo                                                         | Perform. |
| Stile libero                     |                                                                    |          |                                                                |          |                                                                |          |
| 100 metri (dettagli)             | Ferenc Csik                                                        | 57"6     | Masanori Yusa                                                  | 57"9     | Shigeo Arai                                                    | 58"0     |
| 400 metri (dettagli)             | Jack Medica                                                        | 4'44"5   | Shunpei Uto                                                    | 4'45"6   | Shōzō Makino                                                   | 4'48"1   |
| 1500 metri (dettagli)            | Noboru Terada                                                      | 19'13"7  | Jack Medica                                                    | 19'34"0  | Shunpei Uto                                                    | 19'34"5  |
| Staffetta 4x200 metri (dettagli) | Giappone Masanori Yusa Shigeo Sugiura Masaharu Taguchi Shigeo Arai | 8'51"5   | Stati Uniti Ralph Flanagan John Macionis Paul Wolf Jack Medica | 9'03"0   | Ungheria Árpád Lengyel Oszkár Abay-Nemes Ödön Gróf Ferenc Csik | 9'12"3   |
| Dorso                            |                                                                    |          |                                                                |          |                                                                |          |
| 100 metri (dettagli)             | Adolph Kiefer                                                      | 1'05"9   | Albert van de Weghe                                            | 1'07"7   | Masaji Kiyokawa                                                | 1'08"4   |
| Rana                             |                                                                    |          |                                                                |          |                                                                |          |
| 200 metri (dettagli)             | Tetsuo Hamuro                                                      | 2'41"5   | Erwin Sietas                                                   | 2'42"9   | Reizō Koike                                                    | 2'44"2   |

### Femminili
| Evento                           | Oro                                                                     | Perform. | Argento                                                            | Perform. | Bronzo                                                              | Perform. |
| Stile libero                     |                                                                         |          |                                                                    |          |                                                                     |          |
| 100 metri (dettagli)             | Rie Mastenbroek                                                         | 1'05"9   | Jeanette Campbell                                                  | 1'06"4   | Gisela Arendt                                                       | 1'06"6   |
| 400 metri (dettagli)             | Rie Mastenbroek                                                         | 5'26"4   | Ragnhild Hveger                                                    | 5'27"5   | Lenore Kight-Wingard                                                | 5'29"0   |
| Staffetta 4x100 metri (dettagli) | Paesi Bassi Johanna Selbach Tini Wagner Willy den Ouden Rie Mastenbroek | 4'36"0   | Germania Ruth Halbsguth Leni Lohmar Ingeborg Schmitz Gisela Arendt | 4'36"8   | Stati Uniti Katherine Rawls Bernice Lapp Mavis Freeman Olive McKean | 4'40"2   |
| Dorso                            |                                                                         |          |                                                                    |          |                                                                     |          |
| 100 metri (dettagli)             | Nida Senff                                                              | 1'18"9   | Rie Mastenbroek                                                    | 1'19"2   | Alice Bridges                                                       | 1'19"4   |
| Rana                             |                                                                         |          |                                                                    |          |                                                                     |          |
| 200 metri (dettagli)             | Hideko Maehata                                                          | 3'03"6   | Martha Genenger                                                    | 3'04"2   | Inge Sørensen                                                       | 3'07"8   |

## Medagliere
| Posizione | Paese       |    |    |    | Totale |
| --------- | ----------- | -- | -- | -- | ------ |
| 1         | Giappone    | 4  | 2  | 5  | 11     |
| 2         | Paesi Bassi | 4  | 1  | 0  | 5      |
| 3         | Stati Uniti | 2  | 3  | 3  | 8      |
| 4         | Ungheria    | 1  | 0  | 1  | 2      |
| 5         | Germania    | 0  | 3  | 1  | 4      |
| 6         | Danimarca   | 0  | 1  | 1  | 2      |
| 7         | Argentina   | 0  | 1  | 0  | 1      |
| Totale    | Totale      | 11 | 11 | 11 | 33     |